# الویرا مینگس
الویرا مینگس (اسپانیایی: Elvira Mínguez‎؛ زادهٔ ۲۳ ژوئیهٔ ۱۹۶۵) بازیگر اهل اسپانیا است.
از فیلم‌ها یا برنامه‌های تلویزیونی که وی در آن نقش داشته است، می‌توان به امضاکنندگان ذیل، بخت نیک، وقت تنگ است، بزدل‌ها، افراد خودی، غریزه، تنها متعلق به من، چه، ترومن، تاپاس، نگهبان نامرئی و همه می‌دانند اشاره کرد.
او نخستین رمان خود را در سال ۲۰۲۳ با عنوان «سایه زمین» منتشر کرد که داستان آن در سال ۱۸۹۶ اتفاق می‌افتد. این رمان دربارهٔ دو زن خودخواه و حیله‌گر است که برای در دست گرفتن قدرت در ویلاوزا دل آگوا، شهری کوچک در سامورا می‌جنگند. خانواده مادری الویرا مینگس اهل آنجا بودند.
در اول مارس ۲۰۲۴، فیلمبرداری «سایه زمین»، نخستین سریال تلویزیونی او به عنوان کارگردان و فیلمنامه‌نویس، اعلام شد. این مجموعه که بر اساس رمان چهار قسمتی او با همین نام ساخته شده است، با بازی آدلفا کالوو و ماریا مورالس، برای شرکت آترسمدیا ساخته خواهد شد.